# Claudette Carbonneau
Pour les articles homonymes, voir Carbonneau.
Claudette Carbonneau est une syndicaliste québécoise. Elle s'illustre notamment en devenant la première femme présidente de la Confédération des syndicats nationaux (CSN), poste qu'elle occupe entre 2002 et 2011. 
Au cours de sa longue carrière, Claudette Carbonneau s'implique dans plusieurs dossiers, tant auprès des gouvernements québécois et canadien que dans les nombreux colloques, forums et conférences auxquels elle participe au Québec et à l'international. Elle milite entre autres pour l'équité salariale, pour le développement de services de garde de qualité, pour la lutte à la pauvreté et pour l'amélioration des caisses de retraite. 
Claudette Carbonneau milite également pour la souveraineté du Québec depuis plusieurs décennies. Entre 2015 et 2021, elle assume la présidence des Organisations unies pour l'indépendance du Québec (OUI-Québec), anciennement le Conseil de la souveraineté du Québec. 

## Biographie
Claudette Carbonneau naît le 6 mai 1946 dans une famille modeste de Montréal. Son père est gérant d'un magasin Greenberg. 

### La militante syndicale

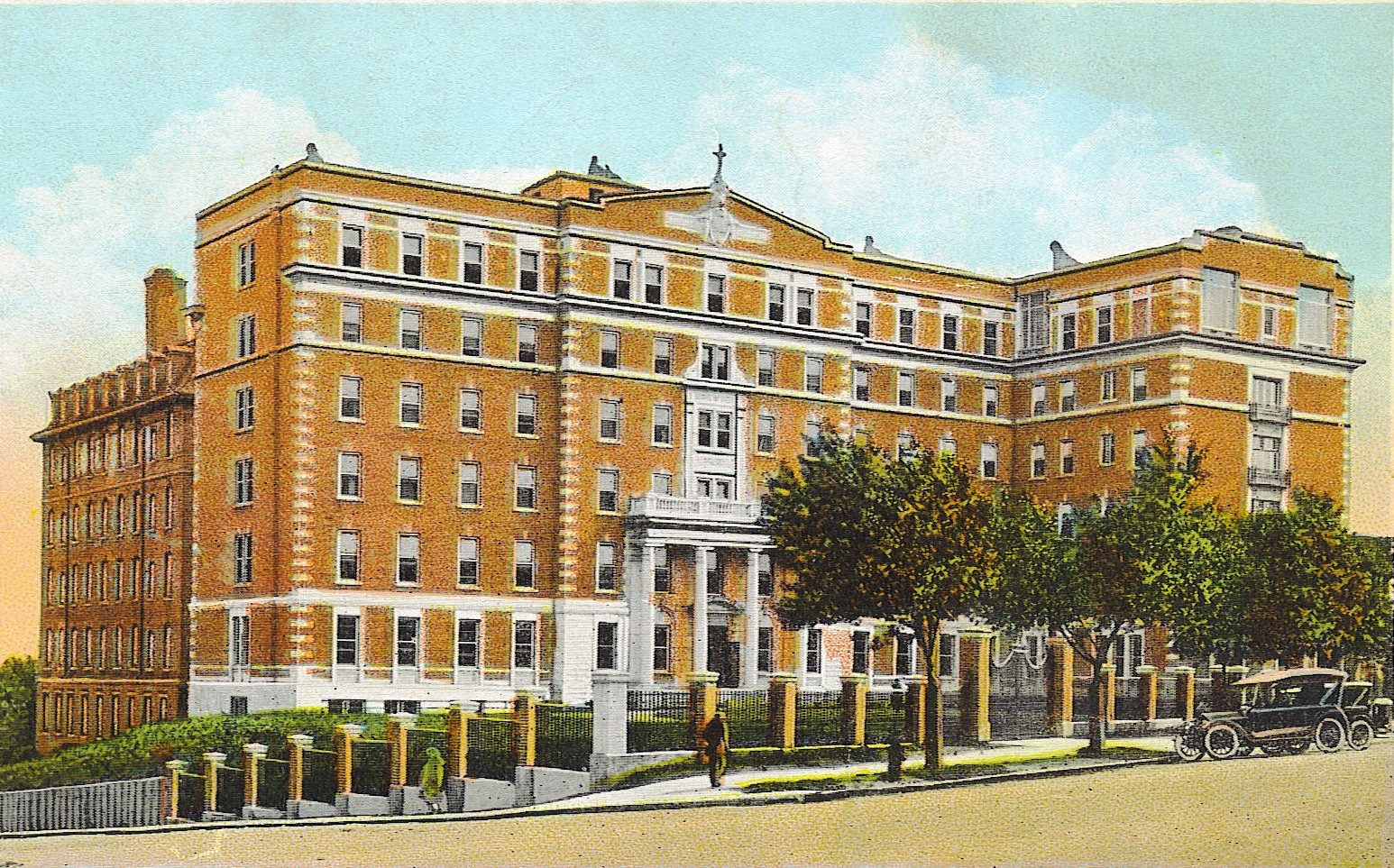
Claudette Carbonneau a d'abord milité au sein du Syndicat des travailleuses et des travailleurs de l'Hôpital Notre-Dame de Montréal.

Dans les années 1970, Claudette Carbonneau se joint au conseil syndical du Syndicat général des employés de l'Hôpital Notre-Dame de Montréal, dont elle devient la présidente pendant plusieurs années,. Entre 1980 et 1982, elle occupe la fonction de vice-présidente de la région de Montréal à la Fédération de la santé et des services sociaux (FSSS), affiliée à la CSN. Puis, en 1985, elle devient secrétaire générale du Conseil central du Montréal métropolitain (CCMM),. À ce titre, elle représente les intérêts de 75 000 travailleuses et travailleurs de la Communauté urbaine de Montréal et se prononce notamment en faveur d'un financement public accru des services de transport en commun dans la région métropolitaine,. 

#### La vice-présidence et la présidence de la Confédération des syndicats nationaux (CSN)
Au mois de septembre 1991, Claudette Carbonneau remplace Monique Simard à la première vice-présidence de la CSN. Elle est élue sans opposition et occupe le poste jusqu'en 2002. Dès son entrée en fonction, elle démontre une grande détermination à défendre les conditions de travail des membres, entre autres à l'occasion des négociations avec le gouvernement. Elle s'intéresse tout particulièrement aux dossiers de la condition féminine, à commencer par ceux de l'équité salariale, des régimes de retraite et de la création d'un régime québécois de congé parental,,,. 
À l'occasion de la Marche mondiale des femmes de l'an 2000, Claudette Carbonneau se rend à New York pour présenter une liste de revendications au secrétaire général des Nations unies, Kofi Annan. La délégation de quelque 200 femmes québécoises inclut également Françoise David, alors présidente de la Fédération des femmes du Québec. Si cette délégation ne parvient pas à obtenir une rencontre avec Kofi Annan, retenu par le conflit au Proche-Orient, elle réussit néanmoins à s'entretenir avec la secrétaire générale associée de l'ONU, Louise Fréchette, et avec la conseillère du secrétaire général en matière de condition féminine, Angela King. 
Le 13 mars 2002, Claudette Carbonneau annonce qu'elle briguera la présidence de la CSN lors de l'élection prévue le 30 mai suivant. Bien qu'elle affronte un adversaire de taille (le président sortant Marc Laviolette), elle jouit notamment du soutien des présidents de la Fédération nationale des enseignantes et des enseignants du Québec (FNEEQ) et des employés du secteur public. Ce soutien permet à Claudette Carbonneau de déloger Marc Laviolette par une cinquantaine de voix et de devenir ainsi la première présidente en 81 ans d'histoire à la CSN. Désireuse de rallier les troupes à son leadership, elle déclare aux médias: « Je suis heureuse des résultats, mais je veux surtout dire un énorme merci à la confiance qui m'est faite et je veux assurer l'ensemble des délégués - peu importe le choix qu'ils ont fait à cette élection - de ma volonté de servir la CSN. [...] C'est la politique de la main tendue ». Dès son entrée en poste, Claudette Carbonneau affirme avoir deux grandes priorités : l'équité salariale et la conciliation travail-famille.  
Au terme de trois mandats à la tête de la CSN, Claudette Carbonneau quitte son poste au mois de mai 2011. La fin de son mandat est marquée par un difficile conflit de travail au Journal de Montréal.  

### La militante souverainiste
En plus de défendre la cause des travailleurs à la CSN, Claudette Carbonneau s'implique activement au sein du mouvement pour la souveraineté du Québec. Son engagement en faveur de l'émancipation politique du Québec se double d'une profonde conviction que la souveraineté doit s'accompagner d'efforts redoublés pour assurer le bien-être de la population et le respect de ses droits individuels. Le 21 juin 1990, elle adresse une lettre au député manitobain d’origine autochtone Elijah Harper, qui votera deux jours plus tard contre l’Accord du lac Meech. Elle y rappelle qu’à l’instar des nations autochtones, le Québec n’a jamais été reconnu par le Canada comme une société distincte. Elle s’interroge aussi sur les effets réels de cette dernière tentative visant notamment à réintégrer le Québec dans la constitution canadienne, rapatriée unilatéralement sans son accord en 1982. Du même souffle, elle fait un parallèle entre la nation québécoise et les nations autochtones et exprime le soutien des membres de la CSN face à leurs revendications. 

#### Le référendum de 1995
Comme vice-présidente de la CSN, Claudette Carbonneau s'engage dans la campagne référendaire de 1995 auprès de la coalition des Partenaires pour la souveraineté. Composée d'une quinzaine d'organisations syndicales, étudiantes, communautaires et culturelles et représentant plus d'un million de Québécois et de Québécoises, cette coalition prend forme vers la fin de l'année 1994 avant d'annoncer formellement sa création au mois de janvier 1995. D'emblée, elle se donne pour mission de faire la promotion de l'option souverainiste au sein de la société civile, et ce, à l'extérieur des structures traditionnelles de la politique partisane. 
Au cours du printemps, de l'été et de l'automne 1995, les Partenaires pour la souveraineté organisent une panoplie d'événements de mobilisation et de sensibilisation à la cause souverainiste. Ils produisent également du matériel promotionnel imprimé et audiovisuel et orchestrent une campagne radiophonique à grand déploiement,,. 

#### Les OUI-Québec

Logo des OUI-Québec.

Le 4 septembre 2015, à la suite de la démission de Gilbert Paquette, qui se présente comme candidat pour le Bloc Québécois, Claudette Carbonneau est nommée présidente par intérim des Organisations unies pour l'indépendance du Québec (OUI-Québec). D'abord connu sous le nom de Conseil de la souveraineté du Québec, ce regroupement avait été fondé par l'ex-ministre péquiste Yves Duhaime et la militante et éducatrice Louise Laurin pour promouvoir la souveraineté à l'aube du référendum de 1995. Il était ensuite devenu inactif avant d'être remis sur pied par le premier ministre Bernard Landry, qui en a confié la présidence à Gérald Larose en 2002. En 2013, sous la présidence de Gilbert Paquette, le Conseil s'était restructuré de façon à regrouper plusieurs organismes d'allégeance souverainiste. Le Conseil a annoncé qu'il changeait de nom pour Organisations unies pour l'indépendance du Québec lors du Rassemblement citoyen pour l'indépendance du Québec de septembre 2014.  
Le 27 novembre 2021, Claudette Carbonneau tire sa révérence et cède la place à Camille Goyette-Gingras.

### L'administratrice
Parallèlement à son engagement dans les milieux syndical et souverainiste, Claudette Carbonneau a acquis au fil des ans une longue expérience d'administratrice. 
Pendant plusieurs années, Claudette Carbonneau préside le conseil d'administration de Fondaction, le fonds de travailleurs de la CSN. À l'occasion du 15e anniversaire de Fondaction, en 2010, elle décrit celui-ci comme la « démonstration que la finance socialement responsable peut imposer ses valeurs et réussir en dépit du fait que les exigences qu'elle s'impose rendent plus difficile l'atteinte des objectifs ». 
En 2002, Claudette Carbonneau est nommée membre du Conseil consultatif du travail et de la main-d'œuvre du Québec. 